# Myrskyntuoja
A Myrskyntuoja a Teräsbetoni harmadik nagylemeze. Minden lemezfelvétellel kapcsolatos munkálatot az Astia Stúdióban végeztek, kivéve a keverést, melyet Mika Jussila végzett a Finnvoxban. Az együttes a 2008-ban a „Missä Miehet Ratsastaa” című számmal kijutott az Eurovíziós Dalfesztiválra, majd a döntőben a 22. helyet szerezte meg 35 ponttal.

## Dalok
1. Voiman Vartijat („Az erdő gondnokai”) 4:27
2. Painajainen („Rémálom”) 4:13
3. Missä Miehet Ratsastaa („Hol lovagolnak a férfiak”) 3:55
4. Ukkoshevonen („Viharló”) 3:19
5. Orjakaleeri („Rabszolga gálya”) 5:24
6. Paha Sanoo („A gonosz mondja”) 3:56
7. Teräksen Taakka („Az acél súlya”) 5:27
8. Metallin Voima („A fém ereje”) 4:10
9. Kuumilla Porteilla („A forró kapuknál”) 4:24
10. Vihallisille („Az ellenségekért”) 3:53
11. Huominen Tulla Jo Saa („Eljöhet még a holnap”) 5:15
12. Seiso Suorassa („Azonnal állj föl”) 4:49

## Az együttes tagjai
- Jarkko Ahola – ének, basszusgitár
- Arto Järvinen – gitár, ének
- Viljo Rantanen – gitár
- Jari Kuokkanen – dob